# Saint-Vérand (Ródano)
Saint-Vérand é uma comuna francesa na região administrativa de Auvérnia-Ródano-Alpes, no departamento de Ródano. Estende-se por uma área de 17,58 km². Em 2010 a comuna tinha 1 225 habitantes (densidade: 69,7 hab./km²).